# Aricidea pigmentata
Aricidea pigmentata är en ringmaskart som beskrevs av María Andrea Carrasco 1976. Aricidea pigmentata ingår i släktet Aricidea och familjen Paraonidae. Inga underarter finns listade i Catalogue of Life.